# Sefa Kavaz
Sefa Kavaz (* 17. Juli 1997) ist ein türkischer Eishockeyspieler, der seit 2021 beim Istanbul Büyükşehir SK unter Vertrag steht, mit dessen Mannschaft er in der türkischen Superliga spielt.

## Karriere
Sefa Kavaz begann seine Karriere als Eishockeyspieler beim Erzurum Büyükşehir Belediyesi SK, für den er in der Spielzeit 2012/13 in der türkischen Superliga debütierte. Seit dem Abstieg 2014 spielt er mit dem Team aus Ostanatolien ein Jahr in der zweiten türkischen Liga, ehe der Wiederaufstieg gelang. Nachdem er je ein Jahr beim Buz Adamlar GSK und beim Zeytinburnu Belediye SK gespielt hatte, wechselte er 2021 zum Istanbul Büyükşehir SK, für den er seither spielt.

### International
Für die Türkei nahm Kavaz im Juniorenbereich in der Division III an den U18-Weltmeisterschaften 2013, 2014 und 2015 sowie den U20-Weltmeisterschaften 2014, 2015, 2016 und 2017, als der Aufstieg in die Division II gelang, teil.
Mit der Herren-Nationalmannschaft spielte er erstmals bei der Weltmeisterschaft der Division III 2016, als den Türken der Aufstieg in die Division II gelang. Dort spielte er dann bei der Weltmeisterschaft 2017. Nach dem umgehenden Wiederabstieg spielte er 2018, 2019 und 2022, als erneut der Aufstieg erreicht wurde, wieder in der Division III. Bei der Weltmeisterschaft 2023 konnte er dann zum zweiten Mal in der Division II auflaufen.

## Erfolge und Auszeichnungen
- 2015 Aufstieg in die Division III, Gruppe A, bei der U18-Weltmeisterschaft der Division III, Gruppe B
- 2016 Aufstieg in die Division II, Gruppe B, bei der Weltmeisterschaft der Division III
- 2017 Aufstieg in die Division II, Gruppe B, bei der U20-Weltmeisterschaft der Division III
- 2022 Aufstieg in die Division II, Gruppe B, bei der Weltmeisterschaft der Division III, Gruppe A